# Младенов, Ивайло
Ивайло Петков Младенов (болг. Ивайло Петков Младенов; род. 6 октября 1973, Враца) — болгарский легкоатлет, специалист по прыжкам в длину. Выступал за сборную Болгарии по лёгкой атлетике в 1990-х годах, чемпион Европы, победитель и призёр турниров международного значения, действующий рекордсмен страны на открытом стадионе и в помещении, участник летних Олимпийских игр в Атланте.

## Биография
Ивайло Младенов родился 9 октября 1973 года в городе Враца, Болгария. Занимался лёгкой атлетикой в ЦСКА в Софии.
Впервые заявил о себе на международном уровне в сезоне 1991 года, когда вошёл в состав болгарской сборной и выступил на юниорском европейском первенстве в Салониках, где в зачёте прыжков в длину стал пятым.
В 1992 году на юниорском мировом первенстве в Сеуле завоевал бронзовую награду в прыжках в длину.
В 1993 году был шестым на чемпионате мира в помещении в Торонто и пятым на чемпионате мира в Штутгарте.
В феврале 1994 года на соревнованиях в Пирее превзошёл всех соперников и установил ныне действующий национальный рекорд Болгарии в прыжках в длину в помещении — 8,30 метра, а позже на чемпионате Европы в помещении в Париже стал четвёртым. Летом с результатом 8,09 одержал победу на чемпионате Европы в Хельсинки.
В 1995 году выступил на чемпионате мира в помещении в Барселоне. В июне получил серебро на международном турнире в Севилье, установив при этом ныне действующий рекорд Болгарии в прыжках в длину на открытом стадионе — 8,33 метра. Помимо этого, занял восьмое место на чемпионате мира в Гётеборге, выиграл бронзовую медаль на Всемирных военных играх в Риме, был восьмым на Финале Гран-при IAAF в Монако.
В 1996 году среди прочего прыгал на чемпионате Европы в помещении в Стокгольме. Благодаря череде успешных выступлений удостоился права защищать честь страны на летних Олимпийских играх в Атланте — в программе прыжков в длину на предварительном квалификационном этапе провалил две попытки и досрочно завершил выступление.
В 1999 году отметился выступлением на чемпионате мира в Севилье, в финал не вышел.
Завершил спортивную карьеру по окончании сезона 2000 года.